# Calotelea delicatula
Calotelea delicatula är en stekelart som först beskrevs av Alan Parkhurst Dodd 1914.  Calotelea delicatula ingår i släktet Calotelea och familjen Scelionidae. Inga underarter finns listade.